# Lophosia hamulata
Lophosia hamulata là một loài ruồi trong họ Tachinidae.